# Swedish Open 1974
Die Swedish Open 1974 im Badminton fanden vom 11. bis zum 13. Januar 1974 in Malmö statt. Es war die 19. Austragung der Titelkämpfe.

## Sieger und Platzierte
| Disziplin    | Gold                             | Silber                             | Bronze                            |
| ------------ | -------------------------------- | ---------------------------------- | --------------------------------- |
| Herreneinzel | Sture Johnsson                   | Klaus Kaagaard                     | Thomas Kihlström                  |
| Herreneinzel | Sture Johnsson                   | Klaus Kaagaard                     | Niels Nørgaard                    |
| Dameneinzel  | Lene Køppen                      | Eva Stuart                         | Ulla Strand                       |
| Dameneinzel  | Lene Køppen                      | Eva Stuart                         | Irmgard Gerlatzka                 |
| Herrendoppel | Karl-Heinz Garbers Gerhard Kucki | Willi Braun Roland Maywald         | Bengt Fröman Thomas Kihlström     |
| Herrendoppel | Karl-Heinz Garbers Gerhard Kucki | Willi Braun Roland Maywald         | Henning Borch Poul Petersen       |
| Damendoppel  | Barbara Giles Heather Nielsen    | Brigitte Steden Marieluise Zizmann | Pernille Kaagaard Ulla Strand     |
| Damendoppel  | Barbara Giles Heather Nielsen    | Brigitte Steden Marieluise Zizmann | Helle Guldborg Susanne Johansen   |
| Mixed        | Roland Maywald Brigitte Steden   | Henning Borch Ulla Strand          | Steen Skovgaard Pernille Kaagaard |
| Mixed        | Roland Maywald Brigitte Steden   | Henning Borch Ulla Strand          | Gert Perneklo Eva Stuart          |

## Finalresultate
| Disziplin    | Sieger                           | Finalist                           | Ergebnis           |
| ------------ | -------------------------------- | ---------------------------------- | ------------------ |
| Herreneinzel | Sture Johnsson                   | Klaus Kaagaard                     | 15–3, 15–11        |
| Dameneinzel  | Lene Køppen                      | Eva Stuart                         | 11–7, 11–8         |
| Herrendoppel | Karl-Heinz Garbers Gerhard Kucki | Willi Braun Roland Maywald         | 6–15, 15–11, 15–10 |
| Damendoppel  | Barbara Giles Heather Nielsen    | Brigitte Steden Marieluise Zizmann | 6–15, 15–13, 15–10 |
| Mixed        | Roland Maywald Brigitte Steden   | Henning Borch Ulla Strand          | 15–7, 15–6         |

## Referenzen
- Federball 15 (1974) (7), S. 9.
- Seite 16
- The Swedish International Championships. (PDF) In: worldbadminton.com. April 1974, S. 8, abgerufen am 29. Dezember 2024 (englisch).